# Hillsboro Beach
Hillsboro Beach ist eine Stadt im Broward County im US-Bundesstaat Florida. Das U.S. Census Bureau hat bei der Volkszählung 2020 eine Einwohnerzahl von 1.987 ermittelt. Die geographischen Koordinaten sind: 26,29° Nord, 80,08° West. Das Stadtgebiet hat eine Größe von 4,2 km².

## Geographie
Hillsboro Beach liegt direkt am Atlantischen Ozean, etwa 10 km nördlich von Fort Lauderdale und 50 km nördlich von Miami. Die Stadt grenzt an die Kommunen Deerfield Beach, Lighthouse Point und Pompano Beach. Durch das Stadtgebiet verläuft die Florida State Road A1A.

## Demographische Daten
Laut der Volkszählung 2010 verteilten sich die damaligen 1875 Einwohner auf 2224 Haushalte, davon sind die meisten als Zweitwohnsitz genutzte Ferienwohnungen. Die Bevölkerungsdichte lag bei 1704,5 Einw./km². 97,1 % der Bevölkerung bezeichneten sich als Weiße, 0,4 % als Afroamerikaner, 0,1 % als Indianer und 0,5 % als Asian Americans. 1,0 % gaben die Angehörigkeit zu einer anderen Ethnie und 0,9 % zu mehreren Ethnien an. 5,8 % der Bevölkerung bestand aus Hispanics oder Latinos.
Im Jahr 2010 lebten in 3,5 % aller Haushalte Kinder unter 18 Jahren sowie 66,4 % aller Haushalte Personen mit mindestens 65 Jahren. 50,9 % der Haushalte waren Familienhaushalte (bestehend aus verheirateten Paaren mit oder ohne Nachkommen bzw. einem Elternteil mit Nachkomme). Die durchschnittliche Größe eines Haushalts lag bei 1,66 Personen und die durchschnittliche Familiengröße bei 2,14 Personen.
3,4 % der Bevölkerung waren jünger als 20 Jahre, 7,1 % waren 20 bis 39 Jahre alt, 21,5 % waren 40 bis 59 Jahre alt und 67,9 % waren mindestens 60 Jahre alt. Das mittlere Alter betrug 67 Jahre. 46,9 % der Bevölkerung waren männlich und 53,1 % weiblich.
Das durchschnittliche Jahreseinkommen lag bei 67.109 $, dabei lebten 7,5 % der Bevölkerung unter der Armutsgrenze.
Im Jahr 2000 war Englisch die Muttersprache von 89,94 % der Bevölkerung, französisch sprachen 4,04 % und 6,02 % hatten eine andere Muttersprache.
!
!1950
!1960
!1970
!1980
!1990
!2000
!2010
!2019
|-
|Einwohner
|84
|437
|1.181
|1.554
|1.748
|2.163
|1.875
|2.012
|}

## Kriminalität
Die Kriminalitätsrate lag im Jahr 2010 mit 116 Punkten (US-Durchschnitt: 266 Punkte) im niedrigen Bereich. Es gab zwei Raubüberfälle, eine Körperverletzung, sechs Einbrüche, 31 Diebstähle und einen Autodiebstahl.